# ブーツを鳴らして - EP
「ブーツを鳴らして - EP」（ブーツをならして - イーピー）は、SHISHAMOの配信限定EP。2021年12月1日にGOOD CREATORS RECORDS / UNIVERSAL SIGMAからリリースされた。

## 概要
- 本作は、「冬」をテーマにしたSHISHAMO初のコンセプトEPで、メンバー3人がそれぞれ1曲ずつ作詞を担当した。その3曲に対するプロローグ的なインストゥルメンタルを加えた、4曲入りのEPとなっている[2]。
- テーマを掲げたコンセプチュアルなEPだが、実は偶発的に生まれた作品だった。2021年の夏、今後のリリースに関する話し合いの場で、冬に何か1曲リリースをすることがメンバー間で共有された。それとは別件で宮崎は、松岡と吉川に楽曲のための歌詞を書いてくるように頼んだ。出来上がった歌詞はどちらも冬にまつわるものだったが、それは2人が「冬をテーマに」歌詞を書くよう依頼されたと思っていたからだった。コミュニケーションの行き違いがあったが、宮崎はこの2曲に自分が制作した冬の曲を加え、コンセプチュアルな作品とすることにした[3][4]。
- リリースに先駆けて、11月3日から「マフラー」[5]、11月17日から「ミルクコーヒー」の先行配信が開始された[6]。

## 収録曲
| 全作曲: 宮崎朝子。 |                      |            |            |      |
| #                  | タイトル             | 作詞       | 作曲・編曲 | 時間 |
| 1.                 | 「intro」            |            | 宮崎朝子   | 1:32 |
| 2.                 | 「ブーツを鳴らして」 | 宮崎朝子   | 宮崎朝子   | 5:57 |
| 3.                 | 「マフラー」         | 松岡彩     | 宮崎朝子   | 3:36 |
| 4.                 | 「ミルクコーヒー」   | 吉川美冴貴 | 宮崎朝子   | 4:12 |
| 合計時間:          | 合計時間:            | 合計時間:  | 15:17      |      |

## 楽曲解説
1. intro
  - SHISHAMO初となるインストゥルメンタル。
  - 「聞いた瞬間に冬の情景が浮かぶものにしたかった」と宮崎が話しており、グロッケンで雪が落ちてくる様子を、コーラスで白い吐息が表現されている[3]。ピアノは宮崎の自宅の作業部屋で録られた音がそのまま収録された[4]。
2. ブーツを鳴らして
  - イルミネーションに彩られた夜の並木道を一人で歩く女の子が主人公で、不安や孤独感を歌いたかったと宮崎が説明している[4]。
  - アコースティックギターで曲を作りたいという気分から制作が始まった。ストリングスアレンジに関しては、「歌えるメロディ」を意識しており、デモは鼻歌を歌いながら作られた[4]。美央Stringsが演奏に参加している[7]。
  - 12月20日、ミュージック・ビデオがYouTubeでプレミア公開された。「心の奥底のシアタールーム」というコンセプトのもと、過去の大切な人との思い出や昔の自分に思いを巡らすノスタルジックな世界観を表現した映像に仕上がっている。撮影のロケ地はテアトル蒲田。「壊したんだ」以来のタッグとなる大澤健太郎が監督を務めた[8]。
3. マフラー
  - 松岡が「はなればなれでも」（『SHISHAMO 7』に収録）以来、2度目の作詞を手掛けた曲。自身がもどかしさを感じていたという「忘れていくこと」がテーマになっている[4]。
  - 作曲を手掛けた宮崎は、「はなればなれでも」が可愛らしい曲になったため、この曲はそれを裏切ってギャップのあるものにしたかったと話しており、ソリッドなロックチューンに仕上がっている[3][4]。
  - 11月3日、川崎市の工場で撮影されたミュージック・ビデオがYouTubeでプレミア公開された[3][5]。監督を務めたのは、深津昌和[9]。
4. ミルクコーヒー
  - 吉川が「絆創膏」（『卒業制作』に収録）、「僕に彼女ができたんだ」（『SHISHAMO』に収録）、「僕、実は」（『SHISHAMO 2』に収録）以来、4度目の作詞を手掛けた曲。吉川は「毎日飲んでいて、身近で背伸びをする必要がないもの」だったためコーヒーを題材に選んだという[4]。
  - 曲順については、温かい曲調の「ミルクコーヒー」を最後にして、ホッとした気持ちでEPを聞き終えることができるようにしたと宮崎が話している[3]。

## 収録アルバム
intro
- アルバム未収録

ブーツを鳴らして
- 『恋を知っているすべてのあなたへ』(恋の痛みを知っているあなたへ)

マフラー
- アルバム未収録

ミルクコーヒー
- アルバム未収録

## 参加ミュージシャン

### SHISHAMO
- 宮崎朝子：Guitar, Vocal
- 松岡彩：Bass
- 吉川美冴貴：Drums

### 外部ミュージシャン
- 美央Strings (#-2)